# Cycnidolon bimaculatum
Cycnidolon bimaculatum är en skalbaggsart som beskrevs av Martins 1960. Cycnidolon bimaculatum ingår i släktet Cycnidolon och familjen långhorningar. Inga underarter finns listade i Catalogue of Life.